# Landing action Yeah!!
- ラブライブ! > ラブライブ!サンシャイン!! > Aqours > Landing action Yeah!!

「Landing action Yeah!!」(ランディング アクション イエー!!）は、Aqoursの楽曲で「Aqours NEXT Step! Project」のテーマソング。
「Aqours CLUB CD SET」として、2017年6月30日にLantisから発売された。

## 概要
前作「HAPPY PARTY TRAIN」から約3か月ぶりとなるシングル。CD単体としてのリリースではなく、「Aqours CLUB CD SET」に内包されるかたちでのリリースとなっている。
表題曲「Landing action Yeah!!」は、2017年からスタートするプロジェクト「Aqours NEXT Step!Project」のテーマソング。楽曲のタイトル・内容は、6月9日にニコニコ生放送、バンダイチャンネル、LINE LIVEにて放送された「Aqoursニコ生課外活動 〜Guilty Kiss！だよ！いち、に、のサンシャイン!!〜」で初公開された。今回はカップリング曲が存在せず、表題曲のバージョン違い（Off Vocal、Solo Ver.）のみの収録となる。また、曲単体での音楽配信は行われず、CDのみの発売となった。
また、「Aqours CLUB CD SET」には、Aqoursのファンクラブ「Aqours CLUB」のサービスが受けられるシリアルコードや、オフィシャルグッズが封入されている。

## チャート功績
6月29日付のオリコンデイリーランキングでは1.4万枚を売り上げて2位にランクイン。その後も4日連続で2位を守り、7月10日付のオリコン週間ランキングでは3.1万枚を売上げ3位にランクイン。他の作品から2日遅れの金曜発売という不利な条件にもかかわらず、10作連続で3万枚以上の売り上げとなった。また、アニメ週間チャートにおいては9作連続となる1位を獲得した。
2週目の7月17日付のオリコン週間ランキングでは0.7万枚を売上げ10位にランクイン。高額商品ながら「ジングルベルがとまらない」以来の2週連続トップ10入りとなった。
一方で、ビルボード・CDTVでは他の作品と比べ集計期間が少なかったこと、音楽配信がなかったことから苦戦を強いられ、いずれも9位にとどまっている。

## シングル収録内容
| 全作詞: 畑亜貴、全作曲: 光増ハジメ、全編曲: TAKAROT。 |                                                 |        |            |
| #                                                     | タイトル                                        | 作詞   | 作曲・編曲 |
| 1.                                                    | 「Landing action Yeah!!」                       | 畑亜貴 | 光増ハジメ |
| 2.                                                    | 「Landing action Yeah!!」(Off Vocal)            | 畑亜貴 | 光増ハジメ |
| 3.                                                    | 「Landing action Yeah!!」(高海千歌 Solo Ver.)   | 畑亜貴 | 光増ハジメ |
| 4.                                                    | 「Landing action Yeah!!」(桜内梨子 Solo Ver.)   | 畑亜貴 | 光増ハジメ |
| 5.                                                    | 「Landing action Yeah!!」(松浦果南 Solo Ver.)   | 畑亜貴 | 光増ハジメ |
| 6.                                                    | 「Landing action Yeah!!」(黒澤ダイヤ Solo Ver.) | 畑亜貴 | 光増ハジメ |
| 7.                                                    | 「Landing action Yeah!!」(渡辺曜 Solo Ver.)     | 畑亜貴 | 光増ハジメ |
| 8.                                                    | 「Landing action Yeah!!」(津島善子 Solo Ver.)   | 畑亜貴 | 光増ハジメ |
| 9.                                                    | 「Landing action Yeah!!」(国木田花丸 Solo Ver.) | 畑亜貴 | 光増ハジメ |
| 10.                                                   | 「Landing action Yeah!!」(小原鞠莉 Solo Ver.)   | 畑亜貴 | 光増ハジメ |
| 11.                                                   | 「Landing action Yeah!!」(黒澤ルビィ Solo Ver.) | 畑亜貴 | 光増ハジメ |

## カバー
- ラモーナ・ウォルフ（田中美海）、王雪（花井美春）、与那国緋花里（下地紫野） - 2024年11月30日にゲーム『ワールドダイスター 夢のステラリウム』に追加収録。